# Taiyaki

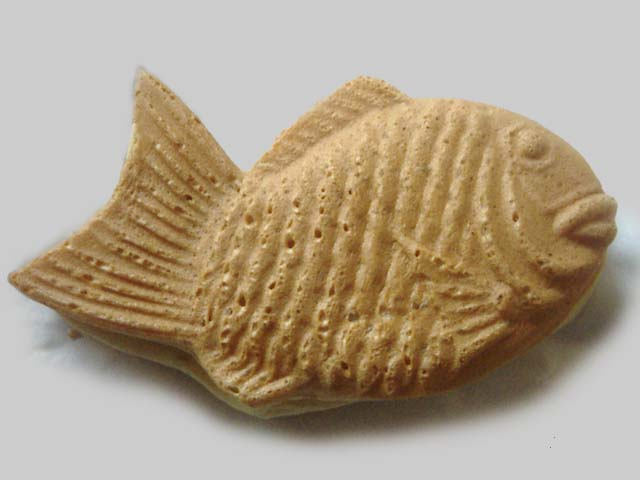
Taiyaki

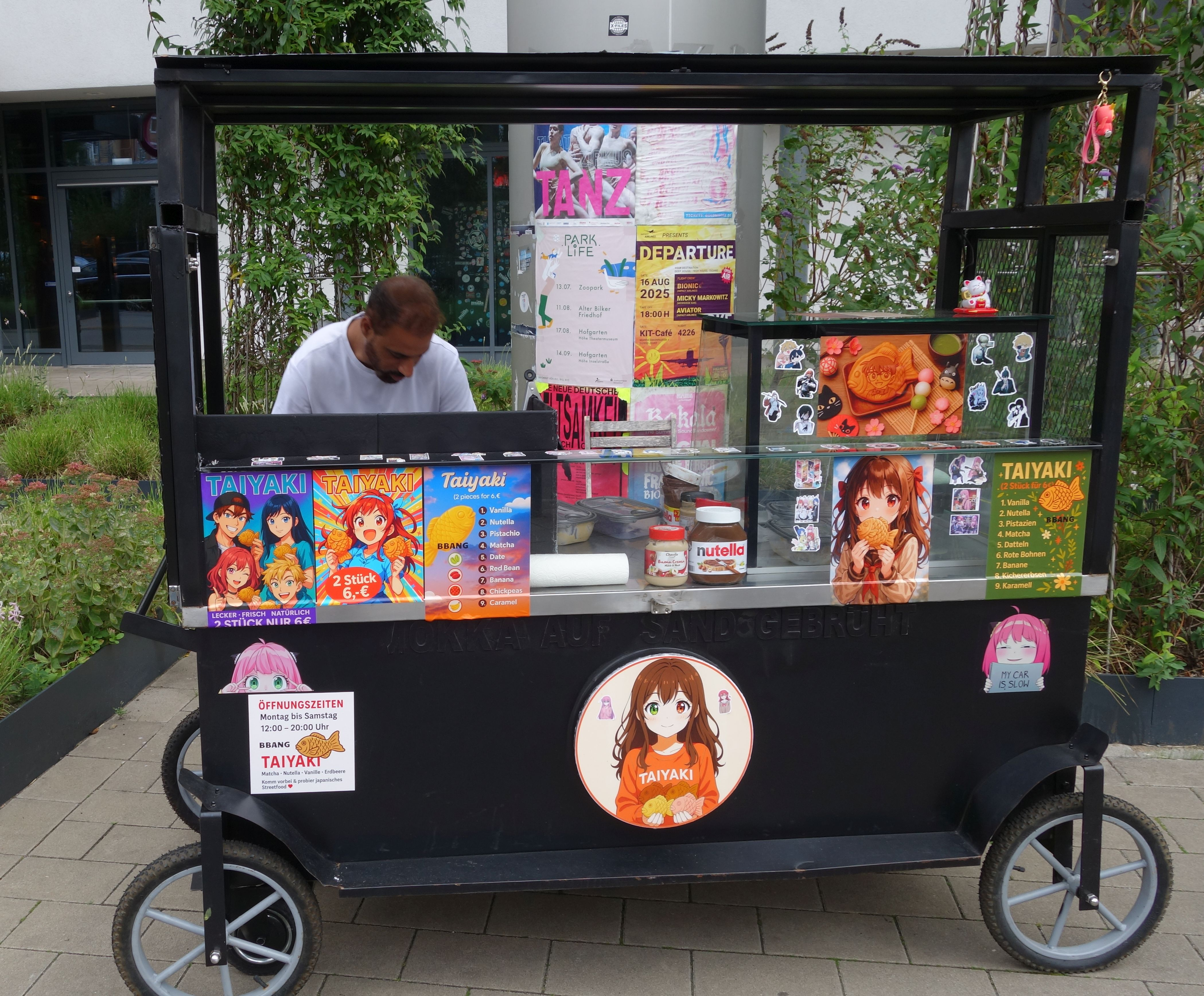
Straßenverkauf in Düsseldorf (2025)

Taiyaki (jap. 鯛焼き, „Meerbrassengebäck“) ist ein japanisches Gebäck in Form eines Fisches, das auf einer Bratplatte mit Fischformen gebacken wird. Traditionell ist es mit Anko gefüllt, einer süßen Paste aus roten Bohnen, heutzutage findet aber Vanille-Creme (Custardcreme) als Füllung ebenfalls viel Zuspruch. Weitere Füllungen sind beispielsweise Matcha-Creme (Creme mit grünem Tee), Schokoladencreme und andere.
Ähnliche Süßigkeiten sind Oyaki und Imagawayaki.